# 1078

## Události
- založen premonstrátský klášter Hradisko

## Narození
- ? – Konstancie Francouzská, francouzská princezna († 14. září 1126)
- ? – Klementina Burgundská, hraběnka z Lovaně, flanderská a vévodkyně dolnolotrinská († 1133)

## Úmrtí
- 3. října – Izjaslav Jaroslavič, kníže z Turova a Kyjevské Rusy (* 1024)
- 27. prosince – Svjatoslav II. Jaroslavič, kníže Vladimiru, Černigovu a Kyjevské Rusy (* asi 1027)

## Hlava státu
- České knížectví – Vratislav II.
- Svatá říše římská – Jindřich IV. – Rudolf Švábský vzdorokrál
- Papež – Řehoř VII.
- Anglické království – Vilém I. Dobyvatel
- Francouzské království – Filip I.
- Polské království – Boleslav II. Smělý
- Uherské království – Ladislav I. – Šalamoun protikrál
- Byzantská říše – Michael VII. Dukas – Nikeforos III. Botateines
- Skotské království – Malcolm III.
- Bretaňské vévodství – Hawise Bretaňská
- Štýrské markrabství – Vojtěch Štýrský
- Navarrské království – Sancho V. Ramírez